# وات دبلیو وب
وات دبلیو وب (انگلیسی: Watt W. Webb; ۲۷ اوت ۱۹۲۷ – ۲۹ اکتبر ۲۰۲۰) فیزیک‌دان، استاد دانشگاه، و بیوفیزیکدان اهل ایالات متحده آمریکا بود.
وی همچنین برندهٔ جوایزی همچون کمک‌هزینه گوگنهایم شده‌است.